# 屏風浦駅
屛風浦駅（びょうぶがうらえき）は、神奈川県横浜市磯子区森三丁目にある、京浜急行電鉄本線の駅である。駅番号はKK45。

## 歴史
- 1930年（昭和5年）4月1日 - 湘南電気鉄道の黄金町駅 - 浦賀駅開通に伴い屏風ヶ浦駅として開業。当時は杉田駅、京急富岡駅、能見台駅は設置されておらず、下りの次の駅が金沢文庫駅であった。
- 1941年（昭和16年）11月1日 - 湘南電気鉄道の合併により京浜電気鉄道の駅となる。
- 1942年（昭和17年）5月1日 - 京浜電気鉄道の合併により東京急行電鉄（大東急）の駅となる。
- 1948年（昭和23年）6月1日 - 大東急からの独立により京浜急行電鉄の駅となる。
- 1964年（昭和39年） - 駅舎を改築。
- 1991年（平成3年） - 駅舎を再び改築。

開業当初は屏風ヶ浦駅と称していたが、昭和20年代に現在の屏風浦駅に改められたという。屏風浦は旧村名で、かつてこの付近の切り立った崖が東京湾から望むと屏風のように見えたことにちなむ。
太平洋戦争時以前は、当駅以南は軍の要塞部として国から指定され、戦争時は当駅にすべての列車が停車し、憲兵による「身分証明書」と「通行証」の検閲が実施されていた。所持していない乗客は先まで乗車できなかった。
なお、横浜市営地下鉄2号線が当駅から神奈川新町駅までの路線として計画されたが、計画変更により2号線は建設されなかった（詳細は横浜市営地下鉄ブルーライン#計画の変遷、横浜市営地下鉄#計画廃止路線を参照）。

## 駅構造
6連対応相対式ホーム2面2線を有する高架駅。線路はほぼ北西から南東に走り、駅舎は線路の北東側に設けられている。
現在の駅舎は、1991年築の平屋建てである。直営駅で、内部には自動券売機や自動改札機、有人窓口などが設けられている。プラットホームの照明の一部は、飛び込み自殺防止を目的として青色のものが使われている。
また、駅構内ではかつて「コロちゃんコロッケ」屏風浦店が営業していた。

### のりば
| 番線 | 路線 | 方向 | 行先                     |
| ---- | ---- | ---- | ------------------------ |
| 1    | 本線 | 下り | 横須賀中央・三浦海岸方面 |
| 2    | 本線 | 上り | 横浜・品川方面           |

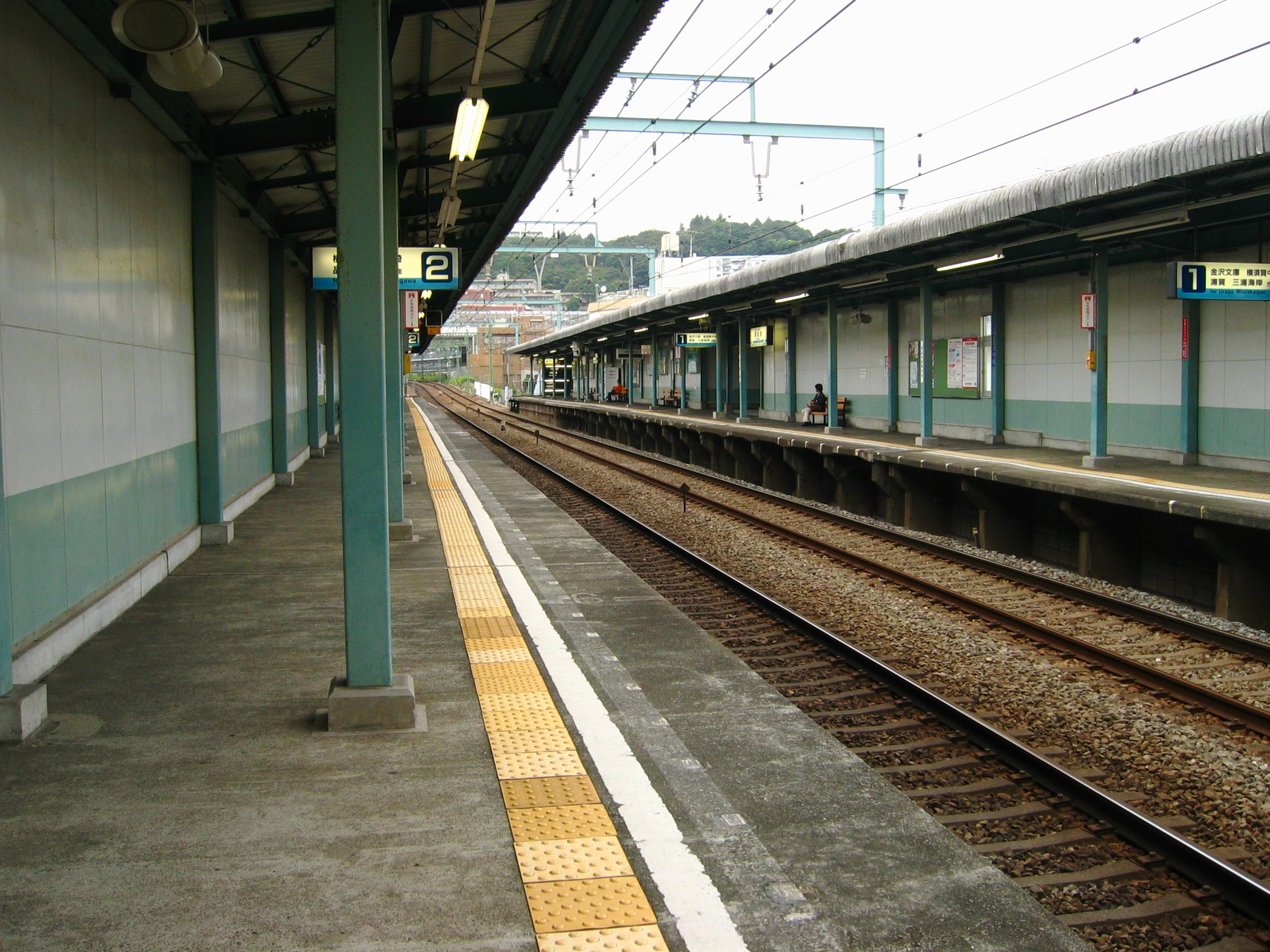
ホーム（2007年10月3日）

## 利用状況
横浜市統計書によると2022年度の1日平均乗降人員は15,888人（乗車人員：8,038人、降車人員：7,850人）である。
2020年度の1日平均乗降人員は14,335人であり、京急線全72駅中37位。
近年の1日平均乗降人員と乗車人員の推移は下表の通り。
| 年度               | 1日平均 乗降人員 | 1日平均 乗車人員 | 出典     |
| ------------------ | ---------------- | ---------------- | -------- |
| 1980年（昭和55年） |                  | 10,279           |          |
| 1981年（昭和56年） |                  | 10,471           |          |
| 1982年（昭和57年） |                  | 10,345           |          |
| 1983年（昭和58年） |                  | 10,492           |          |
| 1984年（昭和59年） |                  | 10,581           |          |
| 1985年（昭和60年） |                  | 10,619           |          |
| 1986年（昭和61年） |                  | 10,849           |          |
| 1987年（昭和62年） |                  | 10,956           |          |
| 1988年（昭和63年） |                  | 11,205           |          |
| 1989年（平成元年） |                  | 11,244           |          |
| 1990年（平成02年） |                  | 11,200           |          |
| 1991年（平成03年） |                  | 11,025           |          |
| 1992年（平成04年） |                  | 10,715           |          |
| 1993年（平成05年） |                  | 10,400           |          |
| 1994年（平成06年） |                  | 9,953            |          |
| 1995年（平成07年） |                  | 9,870            | [ * 1 ]  |
| 1996年（平成08年） |                  | 9,438            |          |
| 1997年（平成09年） |                  | 9,066            |          |
| 1998年（平成10年） |                  | 9,070            | [ * 2 ]  |
| 1999年（平成11年） |                  | 8,772            | [ * 3 ]  |
| 2000年（平成12年） | 18,307           | 8,960            | [ * 3 ]  |
| 2001年（平成13年） | 18,293           | 8,904            | [ * 4 ]  |
| 2002年（平成14年） | 18,140           | 8,834            | [ * 5 ]  |
| 2003年（平成15年） | 18,269           | 8,831            | [ * 6 ]  |
| 2004年（平成16年） | 18,060           | 8,742            | [ * 7 ]  |
| 2005年（平成17年） | 17,998           | 8,705            | [ * 8 ]  |
| 2006年（平成18年） | 18,301           | 8,867            | [ * 9 ]  |
| 2007年（平成19年） | 18,532           | 9,062            | [ * 10 ] |
| 2008年（平成20年） | 18,188           | 9,054            | [ * 11 ] |
| 2009年（平成21年） | 18,019           | 8,974            | [ * 12 ] |
| 2010年（平成22年） | 18,056           | 9,011            | [ * 13 ] |
| 2011年（平成23年） | 17,932           | 8,937            | [ * 14 ] |
| 2012年（平成24年） | 17,633           | 8,800            | [ * 15 ] |
| 2013年（平成25年） | 17,437           | 8,706            | [ * 16 ] |
| 2014年（平成26年） | 17,301           | 8,630            | [ * 17 ] |
| 2015年（平成27年） | 17,764           | 8,850            | [ * 18 ] |
| 2016年（平成28年） | 17,713           | 8,843            | [ * 19 ] |
| 2017年（平成29年） | 17,942           | 8,966            | [ * 20 ] |
| 2018年（平成30年） | 18,335           | 9,168            | [ * 21 ] |
| 2019年（令和元年） | 18,233           | 9,109            | [ * 22 ] |
| 2020年（令和02年） | 14,335           | 7,183            |          |

## 駅周辺
市街地の中にある駅で、駅前にはタクシーが常駐する。JR根岸線の磯子駅へは北東へ約1km、徒歩15 - 20分程の距離である。駅周辺は主として住宅地となっており駅近辺を中心として商業施設が点在する。駅所在地や周辺の地名は上述の通り森になるが、駅周辺の施設には「屏風ヶ浦（または屏風浦）」の名を冠した施設もみられる。
- 磯子中央・脳神経外科病院
- 屏風ヶ浦病院
- 汐見台団地
  - 康心会汐見台病院
- 環状2号線
- 磯子郵便局
- 横浜中原郵便局
- 横浜市営バス磯子営業所
- 横浜市立屏風浦小学校
- 神奈川県立磯子工業高等学校
- 京急ストア 屏風浦店
- 横浜市立森中学校

## バス路線
最寄りの停留所は「屏風ヶ浦駅」で、環状2号線上に設置されている。(横浜市営バス・横浜交通開発は屏風ヶ浦駅前となっており、若干名称が異なっている。)
- 環状2号線内回り方向
  - 横浜市営バス
    - 64・78- 磯子駅行
    - 63 - 造船所前行 ※平日1本のみ

  - 横浜交通開発
    - 70 - 磯子駅行

  - 江ノ電バス
    - S3・S4・D4・D45 - 磯子駅行

  - 京浜急行バス
    - 上5 - 杉田行（磯子駅非経由）
    - 磯6 - 杉田・磯子駅行

- 環状2号線外回り方向
  - 横浜市営バス
    - 64 - 港南台駅・上大岡駅行（笹堀経由）
    - 78 - 根岸駅行

  - 横浜交通開発
    - 70 - 磯子駅行（汐見台循環）

  - 江ノ電バス
    - D4 - 洋光台駅行
    - D45 - 松之内行 ※夜間のみ

  - 京浜急行バス
    - 磯6 - 上大岡駅行（森が丘経由）

## 隣の駅
京浜急行電鉄
 本線
■快特・■特急・■急行
通過
■普通
上大岡駅 (KK44) - 屏風浦駅 (KK45) - 杉田駅 (KK46)